# XPg (Inschrift)

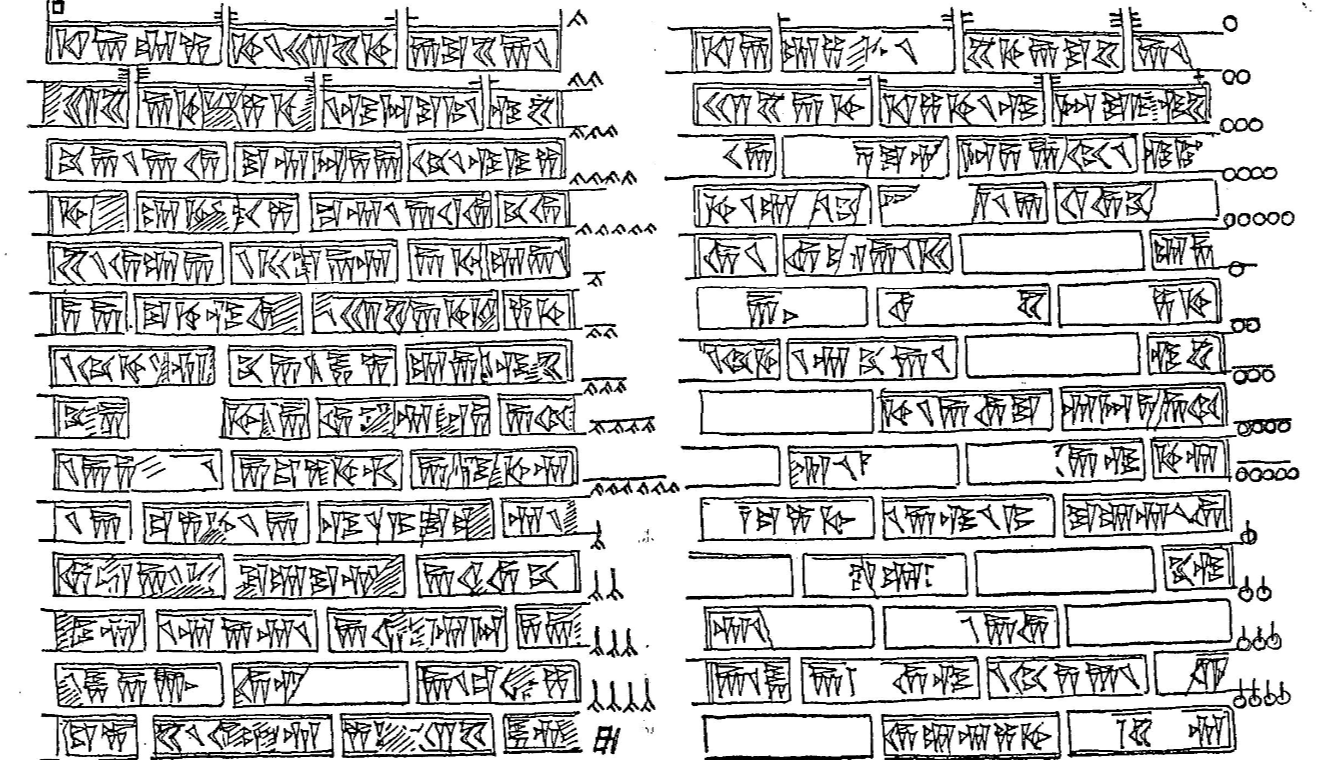
Die altpersischen Sprachversionen XPg^{a} links, XPg^{b} rechts. Zeichnung von Ernst Herzfeld 1938

XPg ist die Bezeichnung einer Inschrift von Xerxes I. (X). Sie wurde in Persepolis (P) entdeckt und von der Wissenschaft mit einem Index (g) versehen. Die Inschrift war ursprünglich dreisprachig. Sie liegt in zwei altpersischen Ausführungen vor. Die elamische und babylonische Sprachversion ist fragmentiert überliefert. Deren Texte konnten bis anhin nicht wiederhergestellt werden.

## Inhalt
„§1. Es kündet Xerxes, der große König: Nach dem Willen Ahuramazdas hat vieles, das schön (ist), geschaffen und geplant Dareios, der König, mein Vater. Und (ebenfalls) nach dem Willen Ahuramazdas habe ich (anderes) hinzugefügt zu diesem Werk und Weiteres geschaffen. Mich soll Ahuramazda schützen zusammen mit den Göttern und mein Reich.“

## Beschreibung
Im Schutt des Innenhofs zwischen dem Apadana und der Thronhalle im Osten wurde bei Ausgrabungen in Persepolis zwischen 1933 und 1934 eine Anzahl Glasurziegeln gefunden, die früher in die Wand des Apadana eingelassen waren, um einen Zierfries zu bilden. Die Glasurziegel waren mit Keilschriftzeichen versehen. Anhand der Markierungen, die in Babylonien und Assyrien üblich waren, um die Reihenfolge für die Steinmetze festzulegen, und der Teilung der Stoßfugen an den Glasurziegeln konnten zwei unterschiedliche altpersische Versionen der Inschrift festgestellt werden, die von der Wissenschaft mit XPga und XPgb unterschieden werden.
XPga befindet sich im Iranischen Nationalmuseum in Teheran. XPgb ist im Museum des Oriental Institute der Universität Chicago aufbewahrt und trägt die wissenschaftliche Objektbezeichnung PT2 1015. Das Ausstellungsstück wird am Oriental Institute in Chicago mit der Nummer A24112 inventarisiert.

## Forschungsgeschichte
Ernst Herzfeld veröffentlichte die Inschrift erstmals 1933 und übersetzte 1938 den altpersischen Text. Die altpersische Sprachversion von XPga mit 14 Zeilen konnte so gut wie vollständig aus über 100 Bruchstücken, die an der östlichen Mauer des Apadanas gefunden wurden, wiederhergestellt werden. Die altpersische Version der zweiten Inschrift, XPgb ist etwa zur Hälfte erhalten und wurde später von amerikanischen Archäologen restauriert. Ernst Herzfeld wies darauf hin, dass ursprünglich eine dritte Version vorhanden gewesen sein könnte, da drei Fragmente weder der einen noch der anderen Version zugewiesen werden konnten. Die babylonische Sprachversion mit 11 Zeilen, von der etwa 40 kleine Bruchstücke gefunden wurden, könnte nur mit zusätzlichen Angaben wiederhergestellt werden. Von der elamischen Sprachversion wurden ursprünglich nur ein paar Splitter gefunden.
In einer späteren Ausgrabung im Nordosten des Apadana fand man 46 weitere Glasurziegel mit elamischen Keilschriftzeichen, die in keinerlei Beziehung zu den strukturellen Einheiten standen, zu denen sie ursprünglich gehörten. Die Frontseite eines Ziegels ist 9 cm hoch. Die Ziegel weisen unterschiedliche Längen und Breiten auf. Sie bestehen aus einer hellbraunen, eher körnigen Masse, die offenbar aus Kalk und Sand hergestellt wurde, wie es in Babylon üblich war. Die Ziegel waren ursprünglich mit einer beigen und leicht türkisen Farbe glasiert. In der Veröffentlichung von 1953 wurde festgestellt, dass trotz der vielen Fragmente der elamische Text nicht wiederhergestellt werden kann, da die altpersische Sprachversion Wörter enthalte, die in der elamischen Sprache noch nicht bekannt waren. Mit ziemlicher Sicherheit stamme die elamische Sprachversion von Xerxes I. und gehöre wahrscheinlich zu XPg, da eine phraseologische Übereinstimmung angenommen werden könne. Aber auch diese Annahme ist zweifelhaft, da die meisten der Zeichen so umgestellt werden können, dass sie zu beinahe jedem anderen altpersischen Text passen.
Bei der zweiten Ausgrabung der Inschrift von Persepolis wurden die Fundorte im Gegensatz zu der früheren Ausgrabung, bei der die einzige Angabe zum Fundort „östlich des Apadanas“ ist, in Plänen eingetragen. Über das Erhebungsgebiet wurde ein Koordinatensystem mit einer Unterteilung von 100 × 100 m gelegt, das auf die Hauptrichtungen ausgerichtet ist. Jeder Quadrant ist in sogenannte Plots von 10 × 10 m unterteilt, die jeweils mit zwei Buchstaben und zwei Zahlen bezeichnet werden. Die Buchstaben eines Plots markieren den Quadranten (Breiten- und Längengrad) und die Zahlen die Ausgrabungseinheit. Auf den Arbeitsblättern sind die Plots weiter in 100 Einheiten von der Größe eines Quadratmeters unterteilt. Die genaue Lokalisierung der Fragmente zeigt, dass diese in gehäufter Form beim nordöstlichen Turm des Apadana gefunden wurden. Man nimmt deshalb an, dass der ursprüngliche Standort hoch oben in der Nähe des Dachs lag.

## Rezeption
Die Inschrift XPg bringt zum Ausdruck, dass die Herrschaft von Xerxes I. davon geprägt war, die Arbeit seines Vaters Dareios I. fortzusetzen. Die Kontinuität der Regierungspolitik drückt sich in den Inschriften XSa und XSd aus, worin Xerxes das Andenken an den Vater hervorhebt, und in der Inschrift XVa, worin er den Plan seines Vaters vollendet. Die Inschriften DEa und XEa zeigen Vater und Sohn Seite an Seite mit identischen Inhalten der Texte. Weitere Inschriften wie zum Beispiel der Vergleich von DPb mit XPk zeigen, dass Xerxes I. das Spiegelbild des Vaters war. Er war der Wächter über das Erbe seines Vaters und führte dessen dynastische, politische und ideologische Arbeit fort. Das Thema all dieser Inschriften ist die nahtlose Kontinuität der Herrschaft der Achämeniden.